# Leichtathletik-Weltmeisterschaften 2022/Teilnehmer (Bahrain)
| Goldmedaillen | Silbermedaillen | Bronzemedaillen |
| ------------- | --------------- | --------------- |
| —             | —               | —               |

Der Leichtathletikverband von Bahrain hat für die Leichtathletik-Weltmeisterschaften 2022 in Eugene sechs Athleten gemeldet.

## Ergebnisse

### Frauen

#### Laufdisziplinen
| Athletin                | Disziplin        | Vorlauf     | Vorlauf | Halbfinale    | Halbfinale    | Finale        | Finale        |
| Athletin                | Disziplin        | Zeit        | Platz   | Zeit          | Platz         | Zeit          | Platz         |
| ----------------------- | ---------------- | ----------- | ------- | ------------- | ------------- | ------------- | ------------- |
| Edidiong Ofinome Odiong | 100 m            | 11,28 sec   | 28      | 11,56 sec     | 22            | ausgeschieden | ausgeschieden |
| Edidiong Ofinome Odiong | 200 m            | 22,98 sec   | 22      | 23,31 sec     | 21            | ausgeschieden | ausgeschieden |
| Aminat Jamal            | 400 m Hürden     | 56,78 s     | 29      | ausgeschieden | ausgeschieden | ausgeschieden | ausgeschieden |
| Winfred Mutile Yavi     | 3000 m Hindernis | 9:17,32 min | 12      | –             | –             | 9:01,31 min   | 4             |
| Eunice Chebichii Chumba | Marathon         | –           | –       | –             | –             | DNS           | DNS           |

### Männer

#### Laufdisziplinen
| Athlet        | Disziplin | Vorlauf | Vorlauf | Halbfinale    | Halbfinale    | Finale        | Finale        |
| Athlet        | Disziplin | Zeit    | Platz   | Zeit          | Platz         | Zeit          | Platz         |
| ------------- | --------- | ------- | ------- | ------------- | ------------- | ------------- | ------------- |
| Birhanu Balew | 5000 m    | DNS     | DNS     | ausgeschieden | ausgeschieden | ausgeschieden | ausgeschieden |
| Birhanu Balew | 10.000 m  | –       | –       | –             | –             | DNS           | DNS           |
| Shumi Dechasa | Marathon  | –       | –       | –             | –             | 2:07:52 h     | 9             |